# بريميات
البريميات (الاسم العلمي: Leptospirales) هي رتبة من البكتيريا تتبع الطائفة الملتويانية.

## التصنيف
- نظيرات البريمية
  - البريمية